# 極島森林
《極島森林》（英語：Extreme Forest）是LINE TV原創實境綜藝節目，由陳柏霖擔任主持。他在每集節目中帶上旅伴柴犬Afuri，邀請藝人好友展開深度旅遊，共同紮營環島、深入森林。

## 製作
《極島森林》是由監製廖慶松、製作人潘俊豪及後期監製李志清共同開發。節目除了露營、旅行體驗之外，也融入森林保育議題，增加知識性。製作團隊於前製期訪談藝人，列出包括森林、露營及自我核心價值等超過150個問題，並了解藝人體能狀態。開拍前先完成敘事本，供製作團隊人員了解藝人個性、任務、節目敘事方向，藝人僅需自備私人物品，隨節目探訪台灣各地，全程自在體驗、本色演出。監製廖慶松認為，節目除了知識性，最可貴的是主角們的真實性格，以及面對生活和處理問題時的互助、良善與情感，這些才是節目最美的風景。

## 第一季（2022）
該節目第一季於2022年5月13日首播，總共12集。串流平台由LINE TV、Disney+及bilibili播出，電視頻道由國家地理頻道、衛視中文台播出。

### 分集內容
| 集數 | 首播日期      | 主持人 | 標題                               | 來賓   | 地點         |
| ---- | ------------- | ------ | ---------------------------------- | ------ | ------------ |
| 1    | 2022年5月13日 | 陳柏霖 | 一個人的露營初體驗                 |        | 嘉義市       |
| 2    | 2022年5月13日 | 陳柏霖 | 劉冠廷登場兄弟協力自給自足         | 劉冠廷 | 南投縣竹山鎮 |
| 3    | 2022年5月20日 | 陳柏霖 | 忘憂森林死亡與重生結合的美景       | 劉冠廷 | 南投縣竹山鎮 |
| 4    | 2022年5月27日 | 陳柏霖 | 綠色長城！種樹守護海岸線生態       | 劉冠廷 | 台南市七股區 |
| 5    | 2022年6月3日  | 陳柏霖 | 謝欣穎克服恐高滑索初體驗           | 謝欣穎 | 台東縣長濱鄉 |
| 6    | 2022年6月10日 | 陳柏霖 | 竹湖山居慢活桃花源                 | 謝欣穎 | 台東縣長濱鄉 |
| 7    | 2022年6月17日 | 陳柏霖 | 栗松溫泉！修復前往秘境的道路       | 謝欣穎 | 台東縣海端鄉 |
| 8    | 2022年6月24日 | 陳柏霖 | 郭雪芙鬥嘴陳柏霖相愛相殺           | 郭雪芙 | 嘉義縣阿里山 |
| 9    | 2022年7月1日  | 陳柏霖 | 拯救櫻王！櫻花綻放背後的美麗故事！ | 郭雪芙 | 嘉義縣阿里山 |
| 10   | 2022年7月8日  | 陳柏霖 | 桂綸鎂來了！重回17歲那年夏天       | 桂綸鎂 | 台東縣成功鎮 |
| 11   | 2022年7月15日 | 陳柏霖 | 森林爬樹「趣」處處是驚喜           | 桂綸鎂 | 台東縣成功鎮 |
| 12   | 2022年7月22日 | 陳柏霖 | 瓦拉米步道！負重前行修建山屋       | 桂綸鎂 | 花蓮縣卓溪鄉 |

## 第二季（2023）
《極島森林 第二季 永續大地》於2023年11月12日首播。電視頻道由台視播出。串流平台由LINE TV、friDay影音、中華電信Hami video播出。

### 分集內容
| 集數 | 首播日期       | 主持人 | 標題                               | 來賓           | 地點         |
| ---- | -------------- | ------ | ---------------------------------- | -------------- | ------------ |
| 1    | 2023年11月12日 | 陳柏霖 | 啟程，回歸自然的療癒之旅！         | 具俊曄         | 花蓮縣光復鄉 |
| 2    | 2023年11月12日 | 陳柏霖 | 「森」呼吸！看見森林間的彩虹！     | 具俊曄、金針菇 | 宜蘭縣大同鄉 |
| 3    | 2023年11月19日 | 陳柏霖 | 山林、森林、心靈                   | 具俊曄、金針菇 | 宜蘭縣大同鄉 |
| 4    | 2023年11月19日 | 陳柏霖 | 尋找隱身山林中的盔甲精靈           | 徐若瑄         | 高雄市旗山區 |
| 5    | 2023年11月26日 | 陳柏霖 | 初相遇！你好！盔甲精靈！           | 徐若瑄、千千   | 屏東縣內埔鄉 |
| 6    | 2023年11月26日 | 陳柏霖 | 海歸，遇見海洋中的旅人             | 千千           | 屏東縣琉球鄉 |
| 7    | 2023年12月03日 | 陳柏霖 | 洄游吧！櫻花鉤吻Baby們！           | 黃宣           | 台中市和平區 |
| 8    | 2023年12月03日 | 陳柏霖 | 百年傳承，踏上復育的尋根之路！     | 黃宣、侯彥西   | 南投縣仁愛鄉 |
| 9    | 2023年12月10日 | 陳柏霖 | 與森林共處：尋找陽光與深層自我     | 黃宣、侯彥西   | 南投縣鹿谷鄉 |
| 10   | 2023年12月10日 | 陳柏霖 | 土窯之夜：星空下的美食與友情       | 王淨、昆蟲擾西 | 高雄桃源區   |
| 11   | 2023年12月17日 | 陳柏霖 | 山與蟲，發現森林裡的角落精靈       | 王淨、昆蟲擾西 | 屏東縣霧台鄉 |
| 12   | 2023年12月17日 | 陳柏霖 | 一個故事一份承諾，編織山林中的情誼 | 王淨、昆蟲擾西 | 屏東縣霧台鄉 |

## 外部連結
- 《極島森林》的Facebook專頁
- 《極島森林》的Instagram帳戶
- 《極島森林》 （页面存档备份，存于）—LINE TV
- 《極島森林2》 （页面存档备份，存于）—LINE TV
- 《極島森林》 （页面存档备份，存于）—bilibili
- 在Disney+上觀看《極島森林》